# Hovaesia
Hovaesia é um gênero de traça pertencente à família Brachodidae.